# Maeystown
Maeystown è un villaggio degli Stati Uniti d'America, situato nello Stato dell'Illinois, nella contea di Monroe.
| Controllo di autorità | VIAF (EN) 138566162 · LCCN (EN) n2001118948 · J9U (EN, HE) 987007491978105171 |